# Rans
Pour la méthode de calcul en mécanique des fluides, voir Moyenne de Reynolds.
Rans est une commune française située dans le département du Jura, dans la région culturelle et historique de Franche-Comté et la région administrative Bourgogne-Franche-Comté.
Ses habitants se nomment les Rantiers et Rantières.

## Géographie

### Climat
Pour des articles plus généraux, voir Climat de la Bourgogne-Franche-Comté et Climat du département du Jura.
En 2010, le climat de la commune est de type climat des marges montargnardes, selon une étude du Centre national de la recherche scientifique s'appuyant sur une série de données couvrant la période 1971-2000. En 2020, Météo-France publie une typologie des climats de la France métropolitaine dans laquelle la commune est exposée à un climat semi-continental et est dans la région climatique  Jura, caractérisée par une forte pluviométrie en toutes saisons (1 000 à 1 500 mm/an), des hivers rigoureux et un ensoleillement médiocre. 
Pour la période 1971-2000, la température annuelle moyenne est de 10,6 °C, avec une amplitude thermique annuelle de 17,2 °C. Le cumul annuel moyen de précipitations est de 1 079 mm, avec 12,8 jours de précipitations en janvier et 9,2 jours en juillet. Pour la période 1991-2020, la température moyenne annuelle observée sur la station météorologique de Météo-France la plus proche, « Arc-et-Senans », sur la commune d'Arc-et-Senans à 13 km à vol d'oiseau, est de 11,7 °C et le cumul annuel moyen de précipitations est de 1 182,8 mm. 
La température maximale relevée sur cette station est de 41,5 °C, atteinte le 13 août 2003 ; la température minimale est de −25 °C, atteinte le 2 janvier 1971,,. 
Les paramètres climatiques de la commune ont été estimés pour le milieu du siècle (2041-2070) selon différents scénarios d'émission de gaz à effet de serre à partir des nouvelles projections climatiques de référence DRIAS-2020. Ils sont consultables sur un site dédié publié par Météo-France en novembre 2022.

## Urbanisme

### Typologie
Au 1er janvier 2024, Rans est catégorisée commune rurale à habitat dispersé, selon la nouvelle grille communale de densité à sept niveaux définie par l'Insee en 2022.
Elle est située hors unité urbaine. Par ailleurs la commune fait partie de l'aire d'attraction de Besançon, dont elle est une commune de la couronne,. Cette aire, qui regroupe 310 communes, est catégorisée dans les aires de 200 000 à moins de 700 000 habitants,.

### Occupation des sols
L'occupation des sols de la commune, telle qu'elle ressort de la base de données européenne d’occupation biophysique des sols Corine Land Cover (CLC), est marquée par l'importance des territoires agricoles (68,7 % en 2018), en diminution par rapport à 1990 (70,3 %). La répartition détaillée en 2018 est la suivante : 
terres arables (47,3 %), prairies (21,4 %), forêts (18,9 %), zones urbanisées (7,1 %), eaux continentales (5,4 %). L'évolution de l’occupation des sols de la commune et de ses infrastructures peut être observée sur les différentes représentations cartographiques du territoire : la carte de Cassini (XVIIIe siècle), la carte d'état-major (1820-1866) et les cartes ou photos aériennes de l'IGN pour la période actuelle (1950 à aujourd'hui).

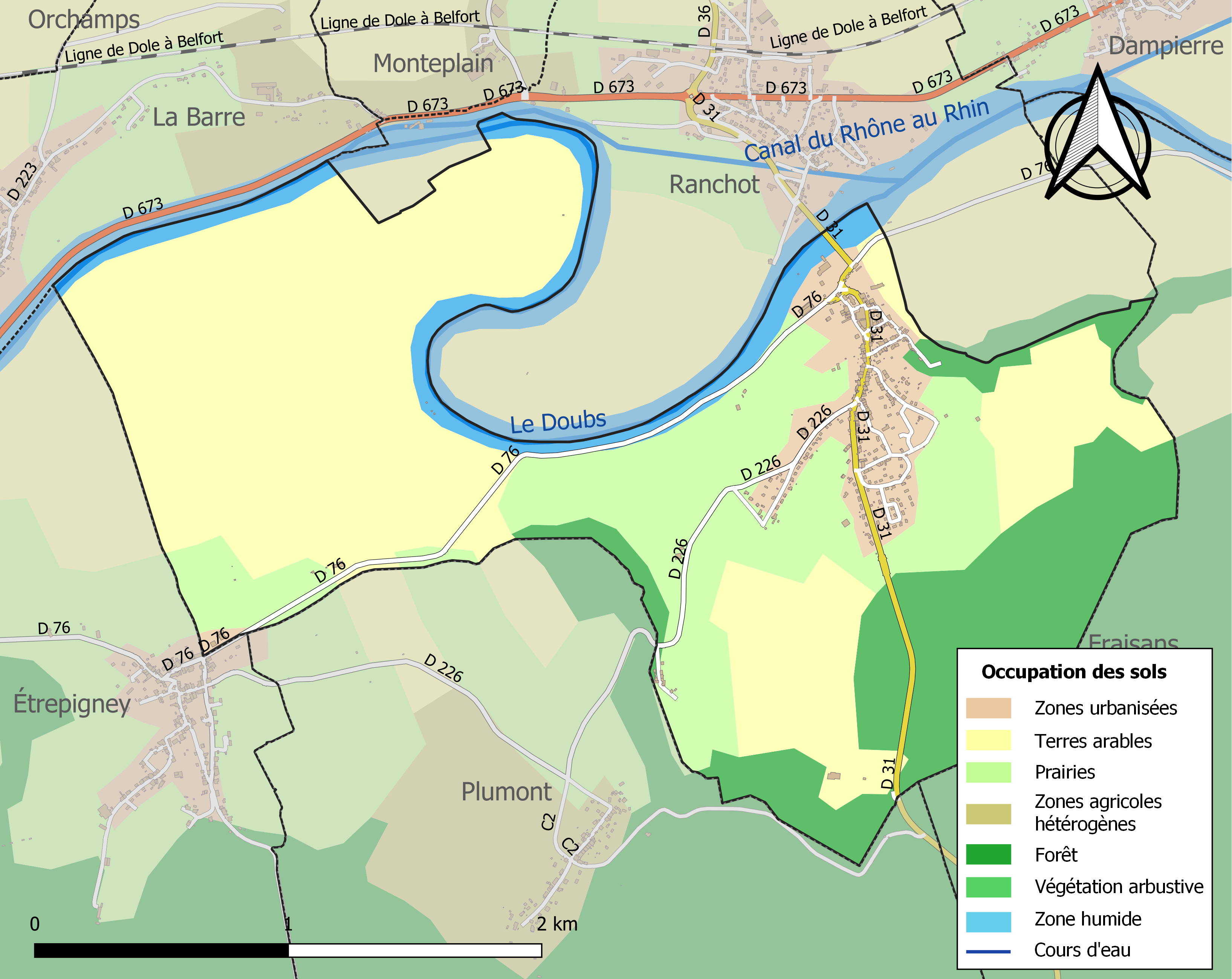
Carte des infrastructures et de l'occupation des sols de la commune en 2018 (CLC).

## Histoire
Entre 1790 et 1794, Rans absorbe la commune éphémère de Raudey.

## Politique et administration

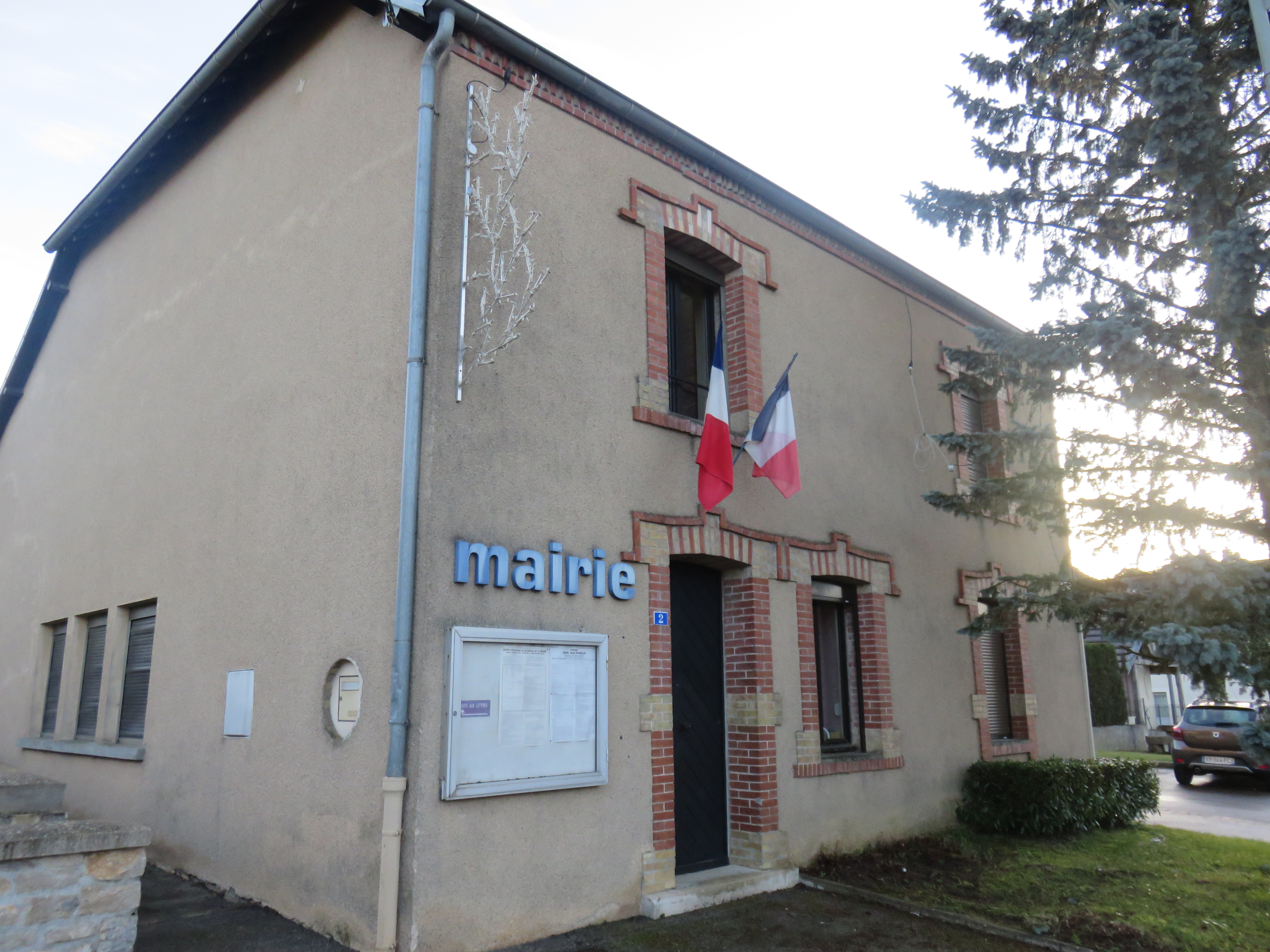
La mairie.

| Période    | Période   | Identité           | Étiquette | Qualité                                                |
| ---------- | --------- | ------------------ | --------- | ------------------------------------------------------ |
| 1804       | 1832      | Pierre Mestral     |           |                                                        |
| avant 1981 | ?         | Jean Locatelli     |           |                                                        |
| mars 2001  | mars 2008 | Ambroise Le Gall   | DVD       | Ouvrier                                                |
| mars 2008  | mars 2014 | Françoise Dumont   | DVD       |                                                        |
| mars 2014  | mai 2020  | Stéphane Montrelay | FN-RN     | Ouvrier Conseiller régional de Bourgogne-Franche-Comté |
| mai 2020   | En cours  | Jean-Louis Morlier | DVG       |                                                        |

## Démographie
L'évolution du nombre d'habitants est connue à travers les recensements de la population effectués dans la commune depuis 1793. Pour les communes de moins de 10 000 habitants, une enquête de recensement portant sur toute la population est réalisée tous les cinq ans, les populations de référence des années intermédiaires étant quant à elles estimées par interpolation ou extrapolation. Pour la commune, le premier recensement exhaustif entrant dans le cadre du nouveau dispositif a été réalisé en 2004.

En 2022, la commune comptait 529 habitants, en évolution de −1,67 % par rapport à 2016 (Jura : −0,81 %, France hors Mayotte : +2,11 %).
| 1793 | 1800 | 1806 | 1821 | 1831 | 1836 | 1841 | 1846 | 1851 |
| ---- | ---- | ---- | ---- | ---- | ---- | ---- | ---- | ---- |
| 644  | 631  | 627  | 566  | 538  | 612  | 635  | 623  | 590  |

| 1856 | 1861 | 1866 | 1872 | 1876 | 1881 | 1886 | 1891 | 1896 |
| ---- | ---- | ---- | ---- | ---- | ---- | ---- | ---- | ---- |
| 712  | 816  | 756  | 629  | 656  | 536  | 548  | 510  | 542  |

| 1901 | 1906 | 1911 | 1921 | 1926 | 1931 | 1936 | 1946 | 1954 |
| ---- | ---- | ---- | ---- | ---- | ---- | ---- | ---- | ---- |
| 552  | 469  | 393  | 322  | 317  | 323  | 330  | 347  | 309  |

| 1962 | 1968 | 1975 | 1982 | 1990 | 1999 | 2004 | 2006 | 2009 |
| ---- | ---- | ---- | ---- | ---- | ---- | ---- | ---- | ---- |
| 303  | 350  | 402  | 404  | 389  | 416  | 430  | 448  | 468  |

| 2014 | 2019 | 2022 | - | - | - | - | - | - |
| ---- | ---- | ---- | - | - | - | - | - | - |
| 524  | 532  | 529  | - | - | - | - | - | - |

## Culture locale et patrimoine

### Lieux et monuments
- Forges de Rans inscrites aux Monuments historiques[18].

Vestiges des Forges de Rans.
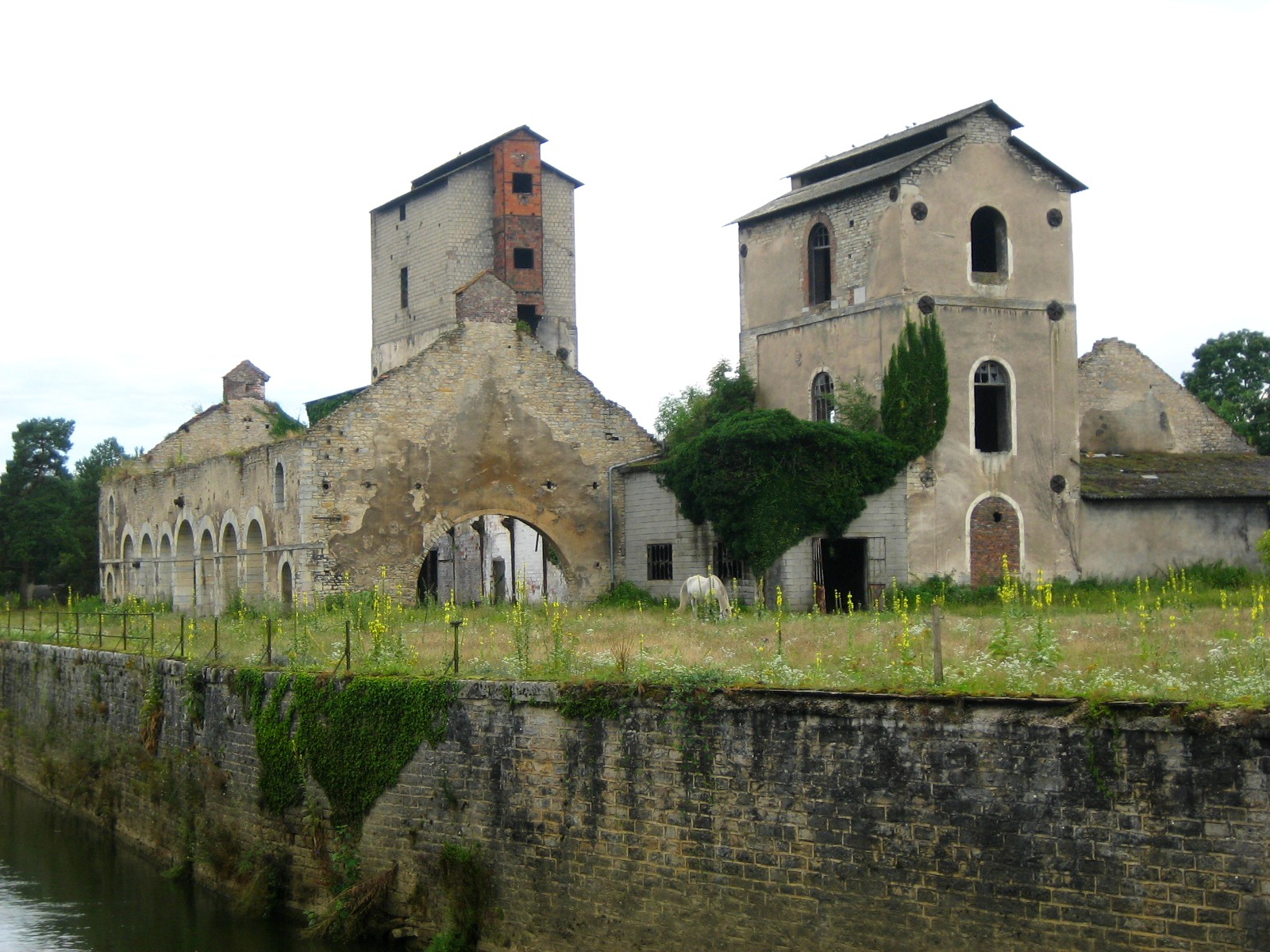
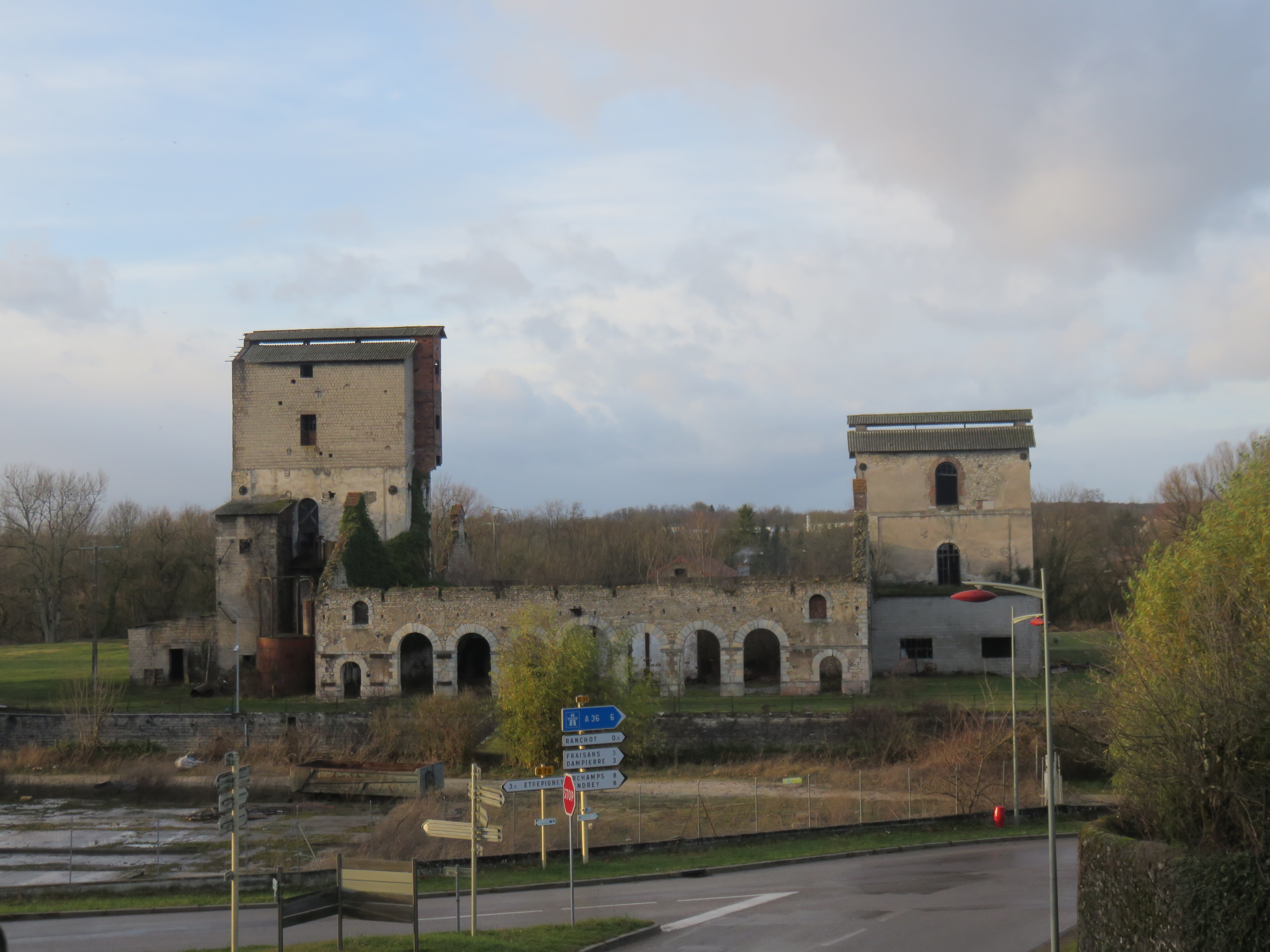
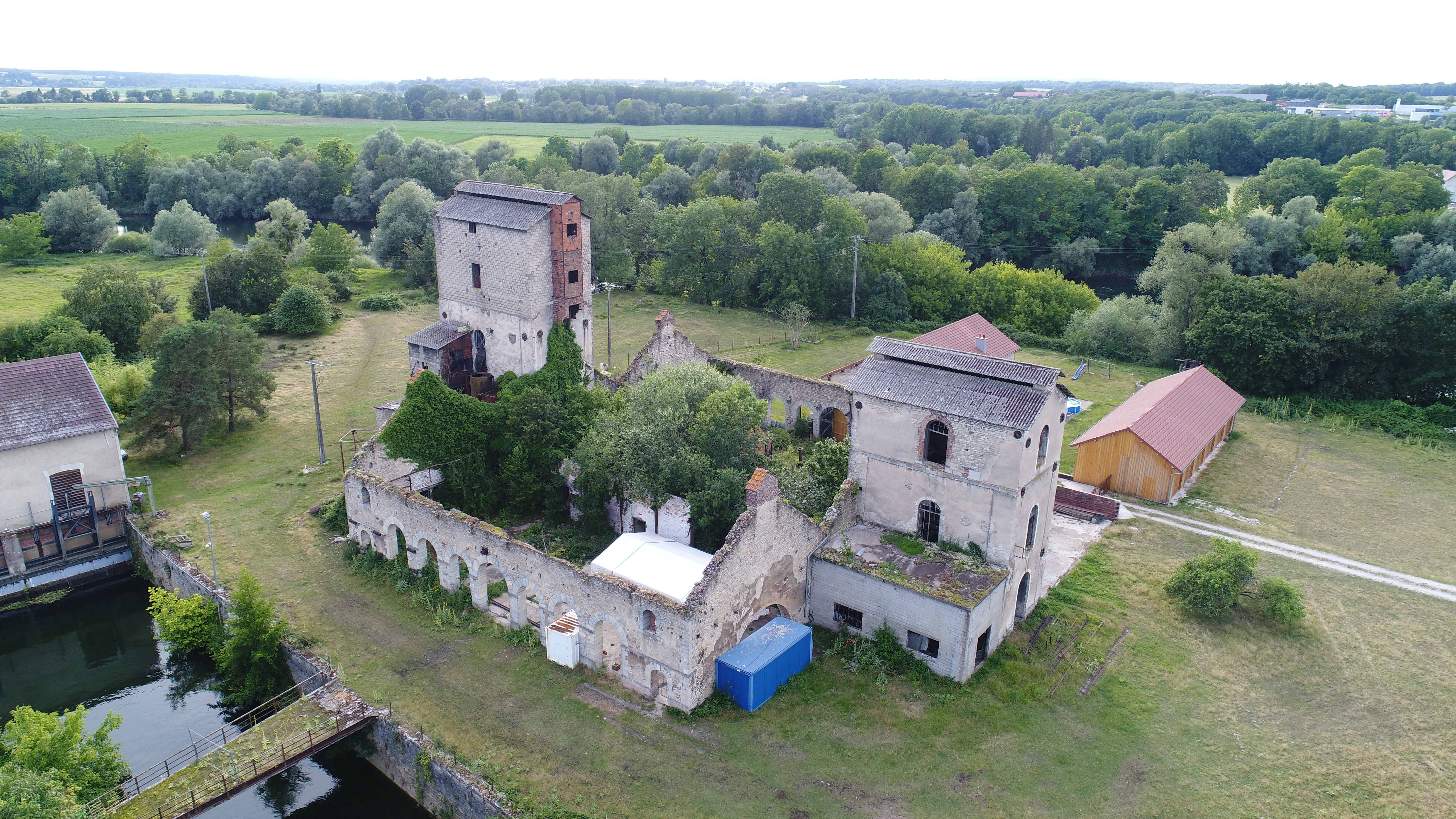
Vue aérienne.

- Le château inscrit aux Monuments historiques[19].
- La croix de l'ancien cimetière inscrite aux Monuments historiques[20].
- L'église Saint-Étienne.
- Le monument aux morts.

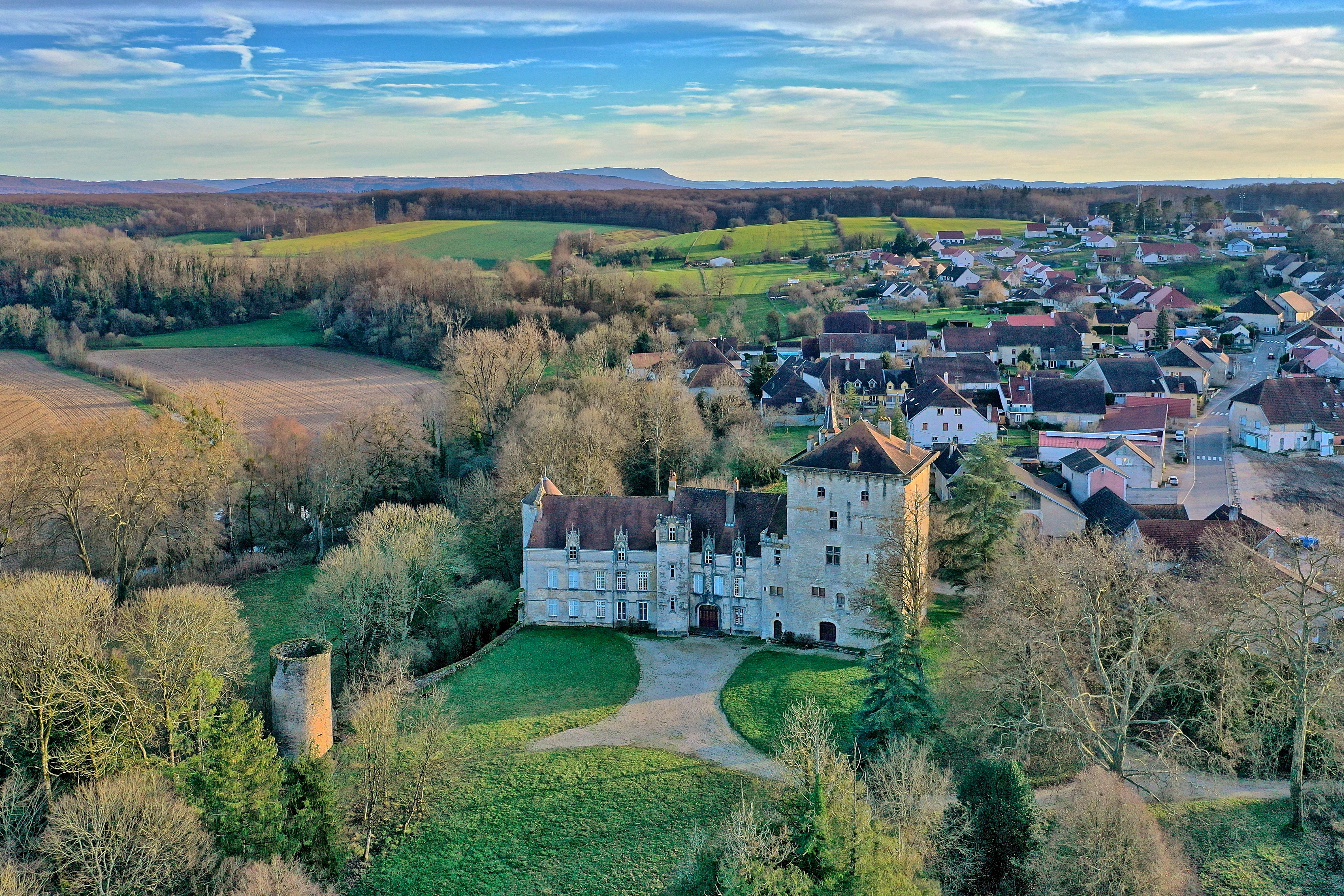
Le château.
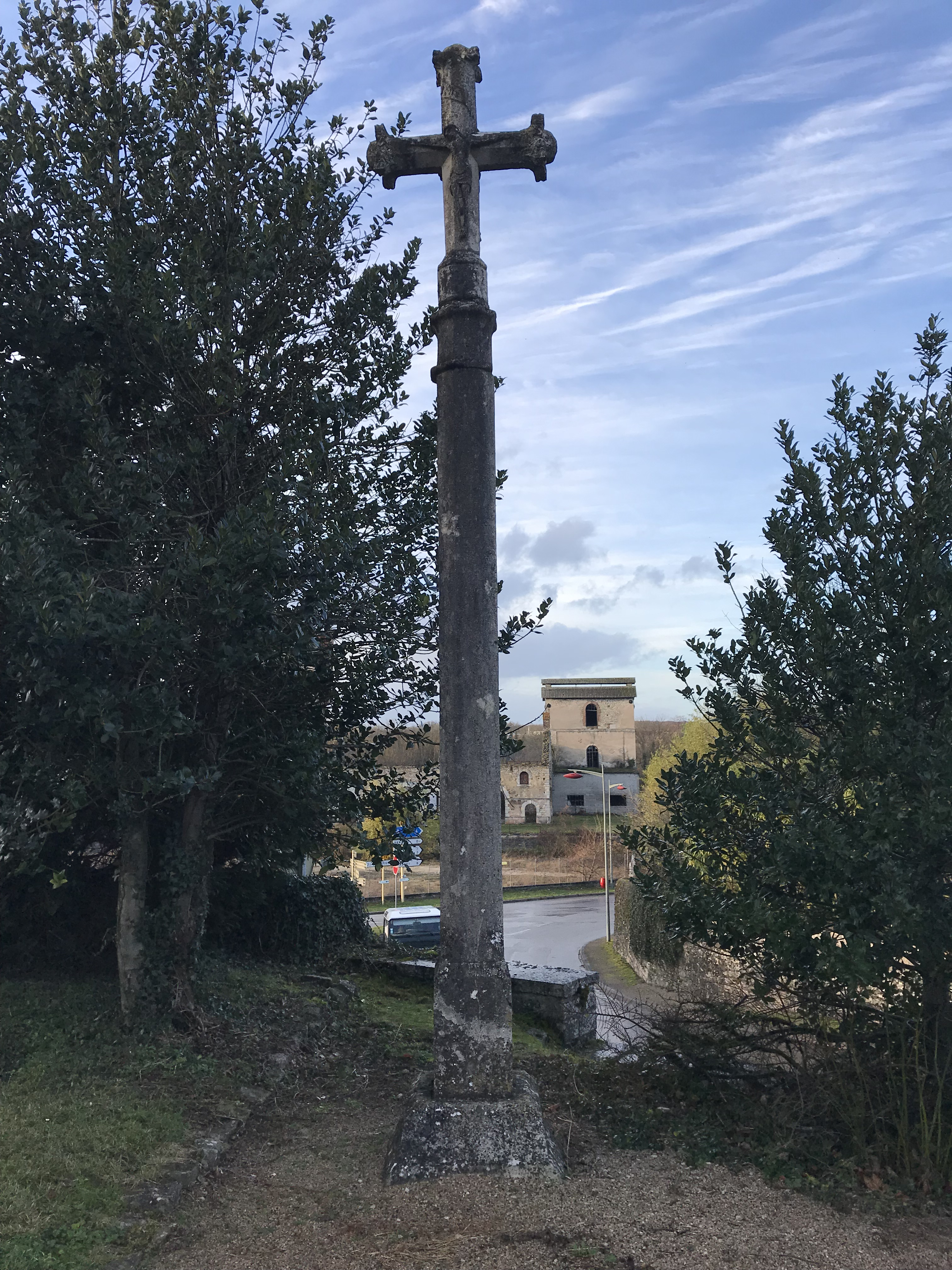
Croix de l'ancien cimetière.
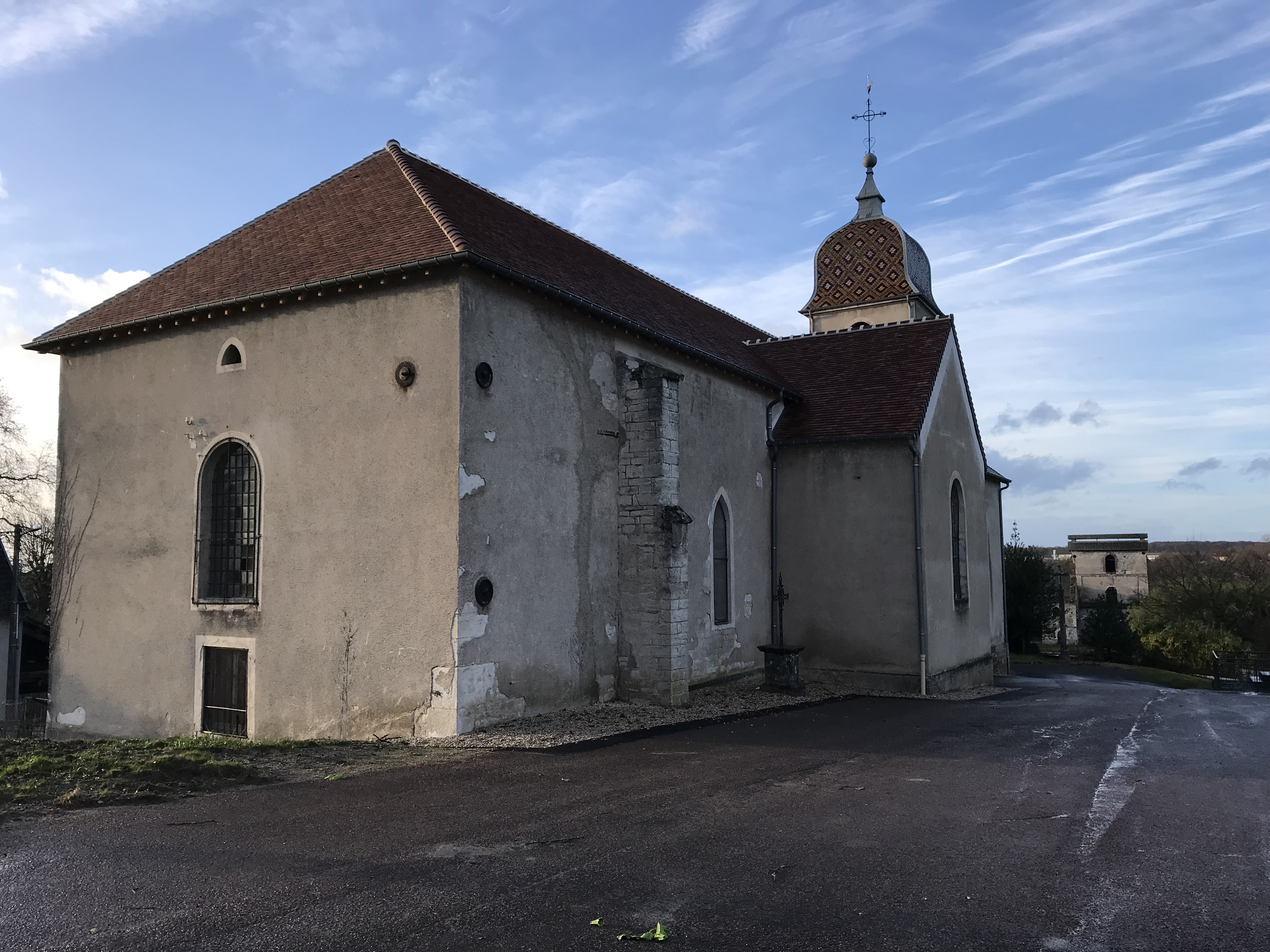
L'église Saint-Étienne.
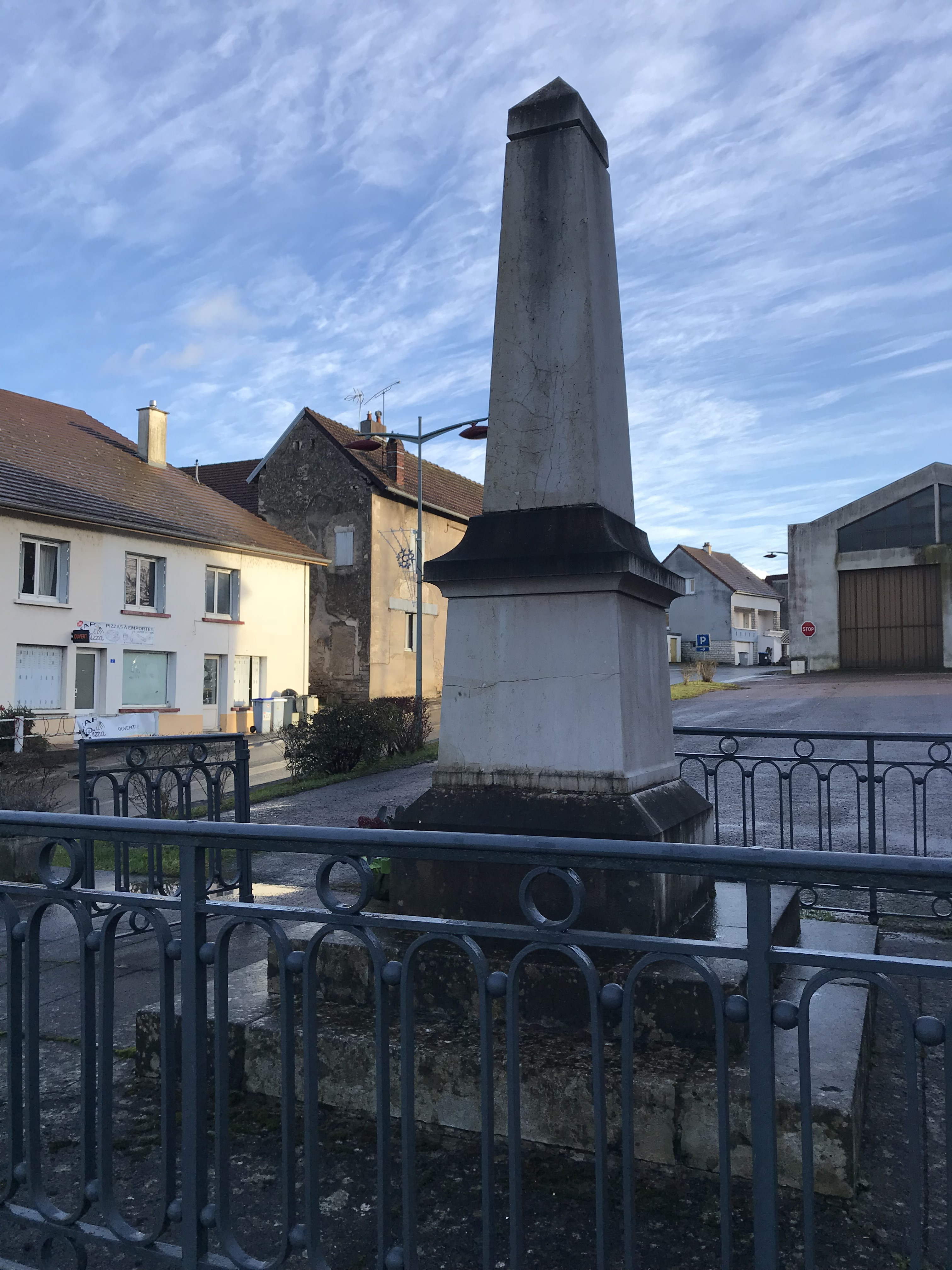
Monument aux morts.

### Personnalités liées à la commune
- Jean-Baptiste Besson (1812-1864), peintre du XIXe siècle né et baptisé à Rans.
- Nicolas Chappuis (XVIIIe siècle), serrurier y résida
- Auguste Mestral (1812-1884), photographe né et mort à Rans.
- Claude-Ignace Franchet de Rans (1722-1810), évêque auxiliaire de Besançon enterré à Rans.
- Pierre Nicolas Auguste Alfred Mairot (1836-?), militaire né à Rans

### Héraldique
| Blason de Rans | Blason  | Tranché : au 1er de gueules à la tête de cheval coupée et contournée d'argent, au 2e de sinople semé de feuilles de chêne d'argent alternant avec d'autres plus petites et versées du même ; à la cotice d'argent brochant sur la partition. |
| Blason de Rans | Détails | Adopté par la municipalité. |